# Carabodes grandjeani
Carabodes grandjeani är en kvalsterart som beskrevs av Bernini 1977. Carabodes grandjeani ingår i släktet Carabodes och familjen Carabodidae. Inga underarter finns listade.